# Rosemarie Ackermann
Rosemarie Ackermann, de soltera Rosemarie Witschas - 4 de abril de 1952 en Lohsa, Sajonia, República Democrática Alemana. Atleta alemana especialista en salto de altura que se proclamó campeona olímpica en los Juegos de Montreal 1976 y fue la primera mujer en la historia en superar los 2 metros en esta prueba.
Aun con su nombre de soltera, participó en los Juegos Olímpicos de Múnich 1972, donde finalizó en séptima posición con un salto de 1'84, en una prueba ganada por la alemana occidental Ulrike Meyfarth.
El 24 de agosto de 1974 igualó en Berlín el récord mundial que poseía la búlgara Yordanka Blagoeva con 1'94. Apenas dos semanas más tarde obtuvo su primera gran victoria ganando el título de Campeona de Europa en Roma, donde además estableció un nuevo récord mundial con 1'95.
Ese mismo año se casó con el jugador de balonmano Manfred Ackermann, de quien tomó su apellido.
En 1976 volvió a batir su propio récord mundial con 1'96 en Dresde. El momento más importante de su carrera llegó ese mismo año cuando ganó el oro en los Juegos Olímpicos de Montreal con 1'93. La medalla de plata fue para la italiana Sara Simeoni y el bronce para la búlgara Yordanka Blagoeva
El 14 de agosto de 1977 estableció por tercera vez el récord mundial con 1'97 durante la Copa de Europa en Helsinki. Y luego, el 26 de agosto de 1977 consiguió en Berlín Oeste la gran proeza de convertirse en la primera mujer de la historia que superar la barrera de los 2 metros en esta prueba.
Siendo la mejor saltadora del mundo, en 1978 se vio destronada por la italiana Sara Simeoni. Pocas semanas antes de los Europeos de Praga, Simeoni batió en Brescia el récord mundial con 2'01.
El enfrentamiento entre ambas en los Europeos de Praga era uno de los momentos más esperados de esa competición, y no decepcionó a nadie. Finalmente Simeoni logró la medalla de oro igualando su propio récord mundial de 2'01, mientras Ackermann se quedó en segunda posición con 1'99.
Ackermann se retiró del atletismo tras los Juegos Olímpicos de Moscú 1980, sus terceros Juegos, donde fue cuarta
Aparte de su éxitos al aire libre, se proclamó tres veces campeona de Europa indoor (1974, 75 y 76) y batió tres veces el récord mundial indoor.

## Récords del mundo
- Al aire libre:

- 1'94* - Berlín Oeste, 24 Ago 1974
- 1'95 - Roma, 08 Sep 1974
- 1'96 - Dresde, 08 May 1976
- 1'96* - Dresde, 03 Jul 1976
- 1'97 - Helsinki, 14 Ago 1977
- 1'97* - Berlín Oeste, 26 Ago 1977
- 2'00 - Berlín Oeste, 26 Ago 1977

- En pista cubierta:

- 1'91 - Berlín Este, 28 Ene 1973
- 1'94 - Berlín Este, 09 Feb 1975
- 1'95 - Berlín Este, 06 Mar 1977

(*) - récord igualado